# Wolfratshausen

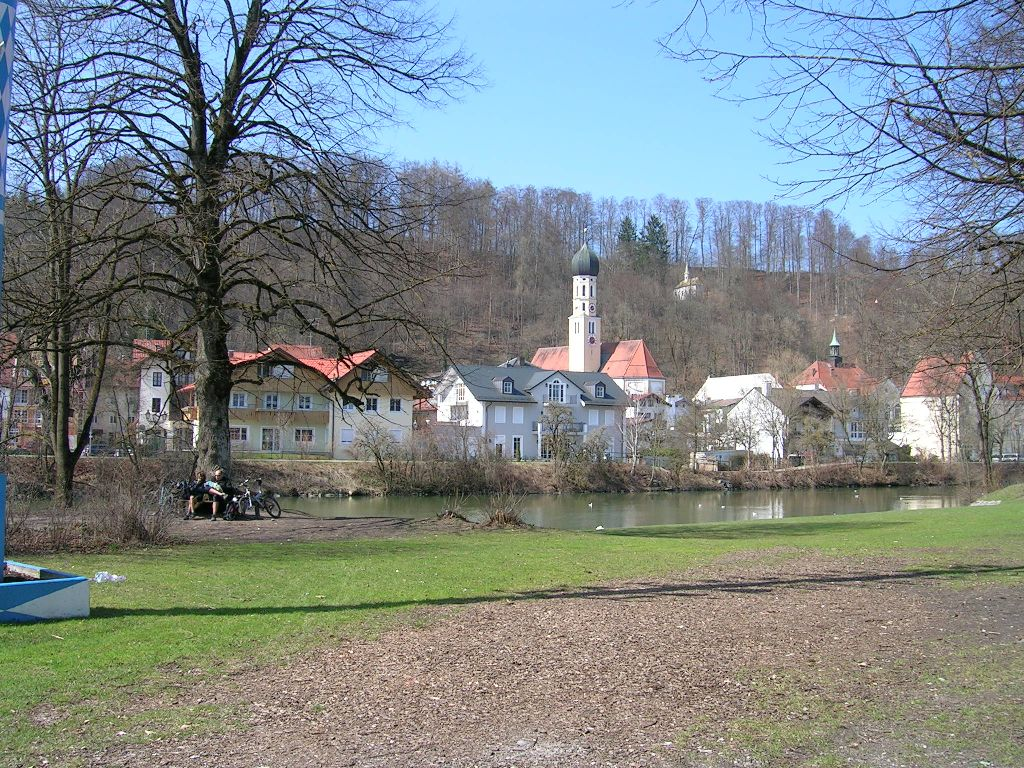
het historisch centrum van Wolfratshausen met de St. Andreaskerk

Wolfratshausen is een plaats in de Duitse deelstaat Beieren, gelegen in de Landkreis Bad Tölz-Wolfratshausen. De stad telt 19.091 inwoners.
Er is sinds 1972 een fabriek van Bauer Kompressoren.

## Geografie
Wolfratshausen heeft een oppervlakte van 9,13 km² en ligt in het zuiden van Duitsland. Het ligt aan twee rivieren, de Isar en de Loisach. Net ten noorden van de stad stroomt de Loisach in de Isar, ter hoogte van het natuurgebied Pupplinger Au.

## Partnerstad
- Brody[2]

## Geboren
- Saul Rubinek (2 juli 1948), acteur, filmregisseur, filmproducent en scenarioschrijver
- Gabriele Stauner (22 april 1948), politica

Bad Heilbrunn ·
Bad Tölz ·
Benediktbeuern ·
Bichl ·
Dietramszell ·
Egling ·
Eurasburg ·
Gaißach ·
Geretsried ·
Greiling ·
Icking ·
Jachenau ·
Kochel am See ·
Königsdorf ·
Lenggries ·
Münsing ·
Reichersbeuern ·
Sachsenkam ·
Schlehdorf ·
Wackersberg ·
Wolfratshausen